# Elizabeth Moutzan-Martinegou
Elizabeth Moutzan-Martinegou (en grec moderne : Ελισάβετ Μουτζάν-Μαρτινέγκου), née en octobre 1801 à Zante, morte en novembre 1832, toujours dans l'île de Zante, est une femme de lettres grecque.

## Biographie
Née en 1801, Elizabeth Moutzan est issue d'une famille aristocratique de l'île de Zante,,. Elle reçoit une éducation à domicile par des précepteurs religieux, une éducation qu'elle complète par elle-même. Elle apprend plusieurs langues, notamment le grec ancien, l'italien et le français. Passionnée par la littérature et les savoirs, elle se consacre à la rédaction de poèmes, de pièces de théâtre en grec et en italien et de traductions de la littérature grecque ancienne.
Son souhait aurait été de pouvoir se consacrer à l'étude et à l'écriture. Mais ses parents la contraignent à se marier, bien que rencontrant des difficultés à lui trouver un époux sur l'île. Un mari lui est finalement trouvé, Nicholas Martinegos, mais il retarde la conclusion de l'accord de mariage par de longues négociations, durant 16 mois, sur le montant de la dot. Le mariage est finalement célébré à l'été 1831. Elle meurt le 9 novembre 1832, deux semaines après la naissance de son fils, Elisavetios Martinegos, à la suite de complications lors de l'accouchement,.

## Œuvre
Outre son autobiographie, qui est son œuvre la plus connue, elle a écrit une vingtaine de pièces de théâtre, en grec et en italien, traduit des textes anciens et composé quelques poèmes. Son autobiographie, empreinte des principes philosophiques des Lumières, comprend également des réflexions sur la Révolution française et sur l'asservissement des femmes. Elle est en cela une des premières expressions féministes grecques. Cette autobiographie est publiée de façon posthume, par son fils, en 1881, dans un volume qui comprend également quelques-uns de ses  poèmes. De ces œuvres, ne subsiste outre l'autobiographie que peu de choses. Ses archives ont été détruites lors du séisme des îles ioniennes de 1953.